# Стайнсвілл (Індіана)
Стайнсвілл (англ. Stinesville) — місто (англ. town) в США, в окрузі Монро штату Індіана. Населення — 203 особи (2020).

## Географія
Стайнсвілл розташований за координатами 39°17′59″ пн. ш. 86°39′0″ зх. д. / 39.29972° пн. ш. 86.65000° зх. д. (39.299803, -86.649996).  За даними Бюро перепису населення США в 2010 році місто мало площу 0,28 км², уся площа — суходіл.

## Демографія
Згідно з переписом 2010 року, у місті мешкало 198 осіб у 95 домогосподарствах у складі 50 родин. Густота населення становила 705 осіб/км².  Було 107 помешкань (381/км²).
Расовий склад населення:
| - 97,5 % — білих - 0,5 % — вихідців з тихоокеанських островів - 1,0 % — осіб інших рас |

До двох чи більше рас належало 1,0 %. Частка іспаномовних становила 2,0 % від усіх жителів.
За віковим діапазоном населення розподілялося таким чином: 18,2 % — особи молодші 18 років, 62,1 % — особи у віці 18—64 років, 19,7 % — особи у віці 65 років та старші. Медіана віку мешканця становила 45,8 року. На 100 осіб жіночої статі у місті припадало 98,0 чоловіків;  на 100 жінок у віці від 18 років та старших — 86,2 чоловіків також старших 18 років.
Середній дохід на одне домашнє господарство  становив 41 958 доларів США (медіана — 22 917), а середній дохід на одну сім'ю — 48 243 долари (медіана — 32 813). Медіана доходів становила 37 750 доларів для чоловіків та 24 519 доларів для жінок. За межею бідності перебувало 20,8 % осіб, у тому числі 23,5 % дітей у віці до 18 років та 24,4 % осіб у віці 65 років та старших.
Цивільне працевлаштоване населення становило 80 осіб. Основні галузі зайнятості: освіта, охорона здоров'я та соціальна допомога — 28,8 %, виробництво — 13,8 %, науковці, спеціалісти, менеджери — 11,3 %.